# 安塔斯 (埃斯波森迪)
安塔斯 (埃斯波森迪)是葡萄牙布拉加区的一个堂区。总面积6.97平方公里，总人口2163人，人口密度310.3人/平方公里。